# 와나카

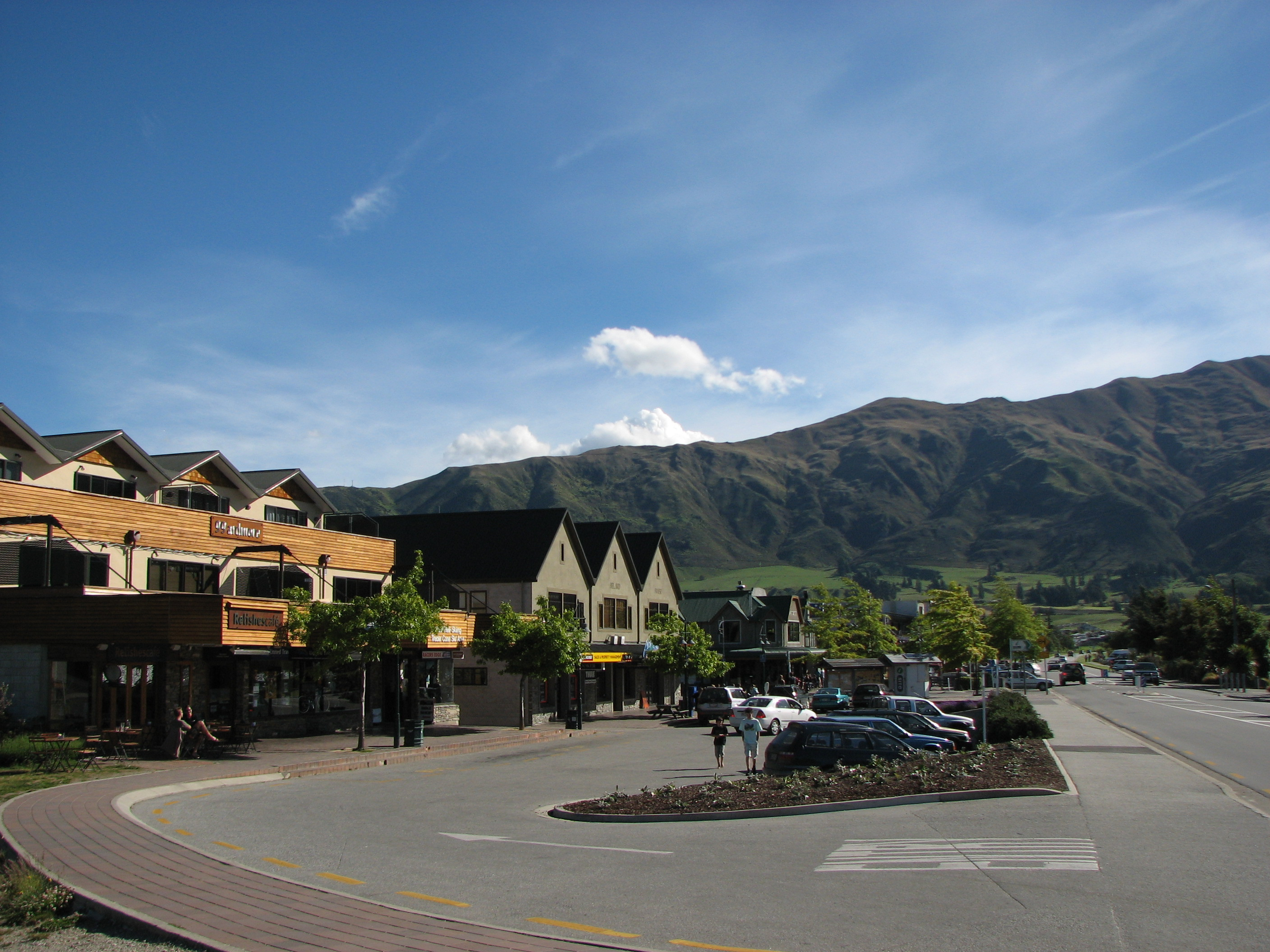
와나카

와나카(영어: Wanaka)는 뉴질랜드 남섬, 오타고에 있는 타운이다. 와나카 호수의 남단 크루사 강이 흐르며, 가까운 마운트 어스파이어링 국립공원으로 가는 거점이 되는 도시이다. 19세기 골드러시 의해 개척이 시작되었지만, 현재는 퀸스타운 레이크 지역의 한 지역이다.

## 개요
주위를 남알프스에 둘러싸인 와나카 호수의 남단 하웨아 호수에서 가까운 곳에 위치한 퀸스타운의 동북부에 위치한다. 여름에는 하이킹, 등산, 낚시, 호수에서 물놀이 등 많은 관광객이 찾아온다. 트레블 콘, 카드로나, 스노파크, 스노 팜으로 대표되는 대형 스키장도 가깝고, 겨울에는 스키, 스노우보드를 즐기는 여행객들로 활기가 넘친다. 스키 캠프 등에서 장기 체류하는 여행자는 숙박비가 높은 퀸스타운 보다 와나카를 이용하는 경우가 많다. 인구는 7008명(2006년)이며, 2000년 이후는 주민 수가 극적으로 증가하여, 지난 10년간 50% 이상의 주민이 증가하고 있다.

## 역사
이 지역을 방문한 최초의 유럽인은 나타니엘 체르마이며, 1853년에 추장 레코를 동반하고 탐험 도중에 방문했다. 또한 마오리족에 따르면 이 지역의 기록은 와이마테의 추장 테 하루후루에 의해 그려진 지도를 통해 엿볼 수 있다.
1850년대에는 유럽의 양을 주로 방목하는 정착민이 크루사 강 상류로 이주하였다. 이 지역의 첫 정착촌은 크루사 상류에서 유일한 와타리 와타루가 생긴 앨버트 타운이었다. 1863년 펜브로케 (현재 와나카 중심 시가지)의 측량과 정착이 시작되었다. 1870년대에 펜브로케는 마트키트키 계곡 상류에서 벌채한 목재를 와나카 호수를 이용해 운반하고 제재하는 거점이 되었고 인구도 급격하게 증가했다. 1867년 시어도어 러셀에 의해 처음 호텔이 세워져 지방의 관광 산업이 시작되었다. 펜브로케는 온화한 기후와 겨울 스포츠, 수상 스포츠의 적지로서 관광지로 발전해 간다. 그 후, 1940년 펜브로케는 와나카로 변경되었다.

## 지리
와나카 중심 시가지는 와나카 호수 남단에 위치하고 있으며, 주위가 산으로 둘러싸여 있다. 여기서 약 70 km 남쪽에는 이 지방의 중심 도시인 퀸스타운이 있고, 북쪽으로 향하면 마카로라 지구 하스트 고개를 넘어 서해안 지역에 접하고 있다. 와나카 호수에 평행하게 존재하는 하웨아 호수는 빙하 호수가 있고 하웨아 주변에는 최근 개발된 주거 지역이 펼쳐져 있다. 북서쪽에는 오마라마와 토와이제루 같은 내륙의 작은 도시가 있다. 와나카 그랜드 베이 야영장을 지나 마트키트키 계곡을 거슬러 올라가면, 마운트 어스파이어링 국립공원의 입구이다.
시내 중심은 와나카 호수 로이드 만에 접한 작은 평야에 위치하고 있다. 최근 주택 개발로 로 이드 만 양쪽에 펼쳐지는 언덕 위에도 도시가 확장되고 있다. 초봄의 호우가 눈을 녹여 호수의 수위가 급상승했기 때문에 과거에는 와나카 중심부가 물에 잠긴 역사가 있다. (최근의 예는 1999년 11월)

### 기후
와나카 뉴질랜드에서도 드문 사계절이 있는 지중해성 기후이다. 비오는 봄(9월 ~ 12월)을 제외하고는 기본적으로 건조하다. 연평균 강수량은 682mm이며, 국내 평균의 절반이다. 여름 평균 기온은 24 °C이지만, 가끔 최고 기온이 30 °C를 넘을 수도 있다. 겨울에는 따뜻한 화창한 날이 많아 최고 기온은 10 °C 전후이다.
| Wanaka의 기후                                                      | Wanaka의 기후 | Wanaka의 기후 | Wanaka의 기후 | Wanaka의 기후 | Wanaka의 기후 | Wanaka의 기후 | Wanaka의 기후 | Wanaka의 기후 | Wanaka의 기후 | Wanaka의 기후 | Wanaka의 기후 | Wanaka의 기후 | Wanaka의 기후 |
| 월                                                                 | 1월           | 2월           | 3월           | 4월           | 5월           | 6월           | 7월           | 8월           | 9월           | 10월          | 11월          | 12월          | 연간          |
| ------------------------------------------------------------------ | ------------- | ------------- | ------------- | ------------- | ------------- | ------------- | ------------- | ------------- | ------------- | ------------- | ------------- | ------------- | ------------- |
| 일평균 최고 기온 °C (°F)                                           | 23.9 (75.0)   | 23.4 (74.1)   | 20.8 (69.4)   | 17.3 (63.1)   | 12.2 (54.0)   | 8.4 (47.1)    | 8.4 (47.1)    | 11.0 (51.8)   | 14.4 (57.9)   | 16.8 (62.2)   | 19.8 (67.6)   | 21.9 (71.4)   | 16.5 (61.7)   |
| 일평균 최저 기온 °C (°F)                                           | 10.8 (51.4)   | 10.4 (50.7)   | 8.4 (47.1)    | 5.1 (41.2)    | 1.6 (34.9)    | −0.9 (30.4)   | −1.2 (29.8)   | −0.2 (31.6)   | 2.4 (36.3)    | 5.0 (41.0)    | 7.3 (45.1)    | 9.6 (49.3)    | 4.9 (40.7)    |
| 평균 강수량 mm (인치)                                              | 56.9 (2.24)   | 50.2 (1.98)   | 60.7 (2.39)   | 56.4 (2.22)   | 62.7 (2.47)   | 54.5 (2.15)   | 52.2 (2.06)   | 52.8 (2.08)   | 56.4 (2.22)   | 63.1 (2.48)   | 54.7 (2.15)   | 51.9 (2.04)   | 672.5 (26.48) |
| 평균 월간 일조시간                                                 | 231.5         | 201.7         | 182.6         | 164.0         | 135.5         | 120.5         | 126.6         | 155.8         | 172.5         | 193.8         | 202.2         | 212.1         | 2,098.8       |
| 출처: http://www.lakewanaka.co.nz/content/library/Weather_data.pdf |               |               |               |               |               |               |               |               |               |               |               |               |               |

## 관광
와나카 호반과 둘러싼 산들의 아름다움으로 유명한 관광지가 되었다. 퀸스타운이 거대한 관광 도시가 되었음에도 지금까지 뉴질랜드의 시골 마을의 분위기가 남아있다. 그래서 퀸스타운의 소음을 피해 느긋한 휴가를 즐기고 싶은 사람들에게 인기 있는 지역이다.
와나카에는 고급에서, 서민적인 레스토랑, 부담없이 들어갈 수 있는 카페, 나이트 라이프 등의 엔터테인먼트의 요소를 많이 가지고 있고, 관광객을 질리게 하지 않는다. 뉴질랜드에는 드문 테마 파크인 파즈링 월드와 인기있는 영화관 시네마 파라디소가 있다. 피즈링 월드는 세계적으로 유명한 3D 미로와 동화의 관, 기울어진 탑 등이 있다. 시네마 파라디소는 전형적인 옛날 영화관으로 영화관 내의 좌석이 소파나 자동차 좌석이기도 하다.
오타고 중앙 지역의 기후와 빙하에 의해 깎인 척박한 토양은 포도 재배에 적합하며, 많은 와인 양조장이 있다.
마을에서 걸어서 편도로 약 4시간 걸리는 로이드 피크에서 와나카 거리와 호수, 어스파이어링 산까지 파노라마를 바라볼 수 있다.

### 여름

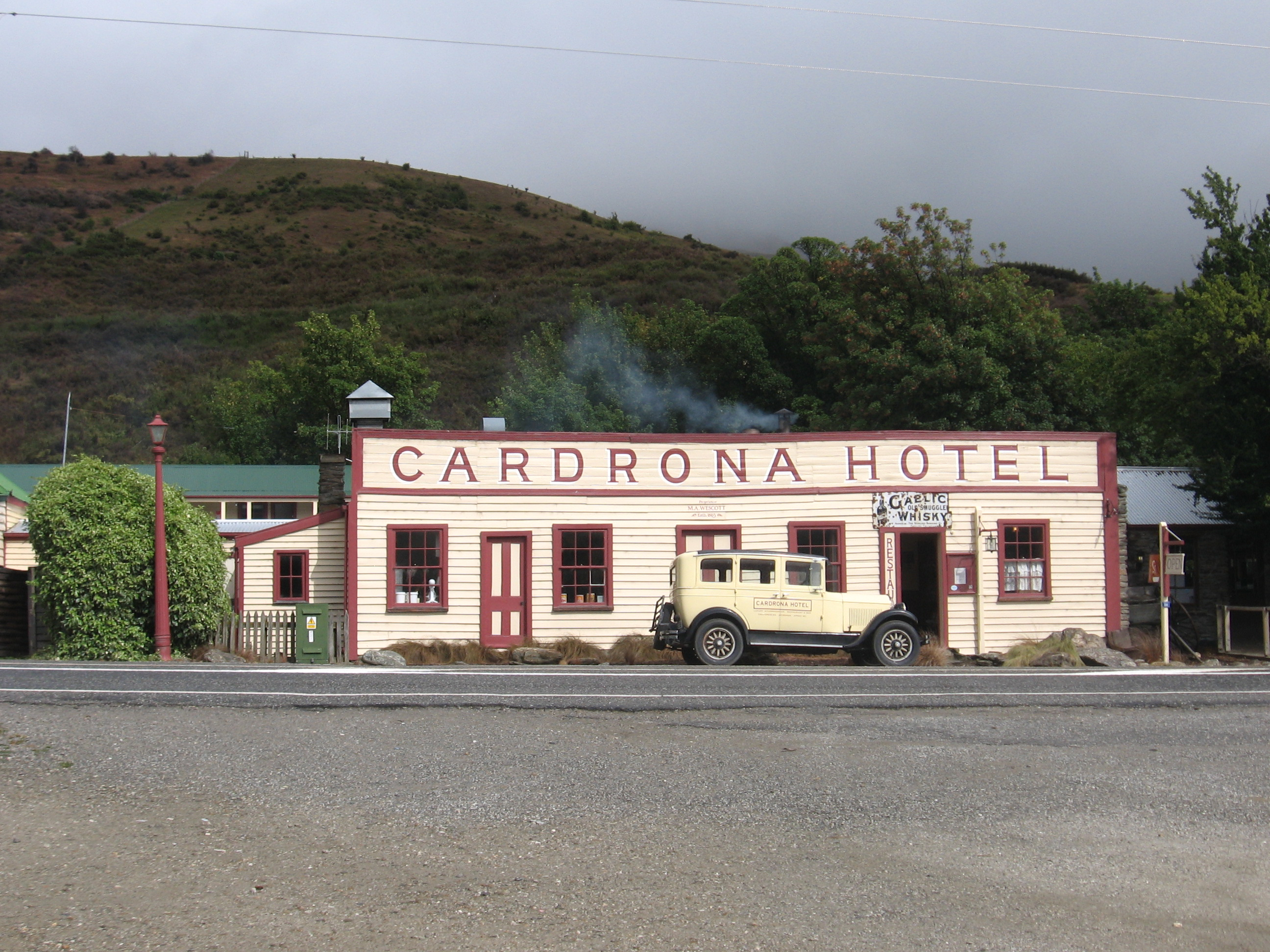
카드로나 호텔

여름에 와나카는 세계적으로 유명한 트레킹, 산악자전거, 등산, 낚시, 패러글라이딩, 카약, 래프팅, 제트 보트 등 초보자 가족부터 상급자까지 다양한 야외 활동을 즐길 수 있는 일대 리조트이다.
와나카의 여름은 쾌적한 날씨를 자랑하고 있기 때문에, 야외 여가 활동을 위한 최적의 장소이다. 마운트 어스파이어링 국립공원 산행이 인기가 있다. 여기는 마운트 쿡 지구와 나란히 빙하 위를 걸어 고봉(어스파이어링 산)을 등산할 수 있는 장소로 유명하다. 트레킹 루트는 1일 하이킹에서 일주일에 이르는 종주까지 수 없이 많다. 마트키트키 계곡을 따라서 최고의 암벽 지역과 1일 하이킹을 즐길 수 있는 장소가 많다.
와나카 호수는 수상 스키, 웨이크 보드와 요트 등으로 유명하다. 호수에 흘러드는 지류와 크루사 상류는 송어 낚시로 인기가 있다. 또한, 지역의 자원봉사자에 의해 소나무 인공림에 산악자전거 코스가 정비되어 있다. 스키장은 여름철에는 산악자전거와 하이킹을 위한 기지로 이용되고 있다.

### 겨울 스포츠

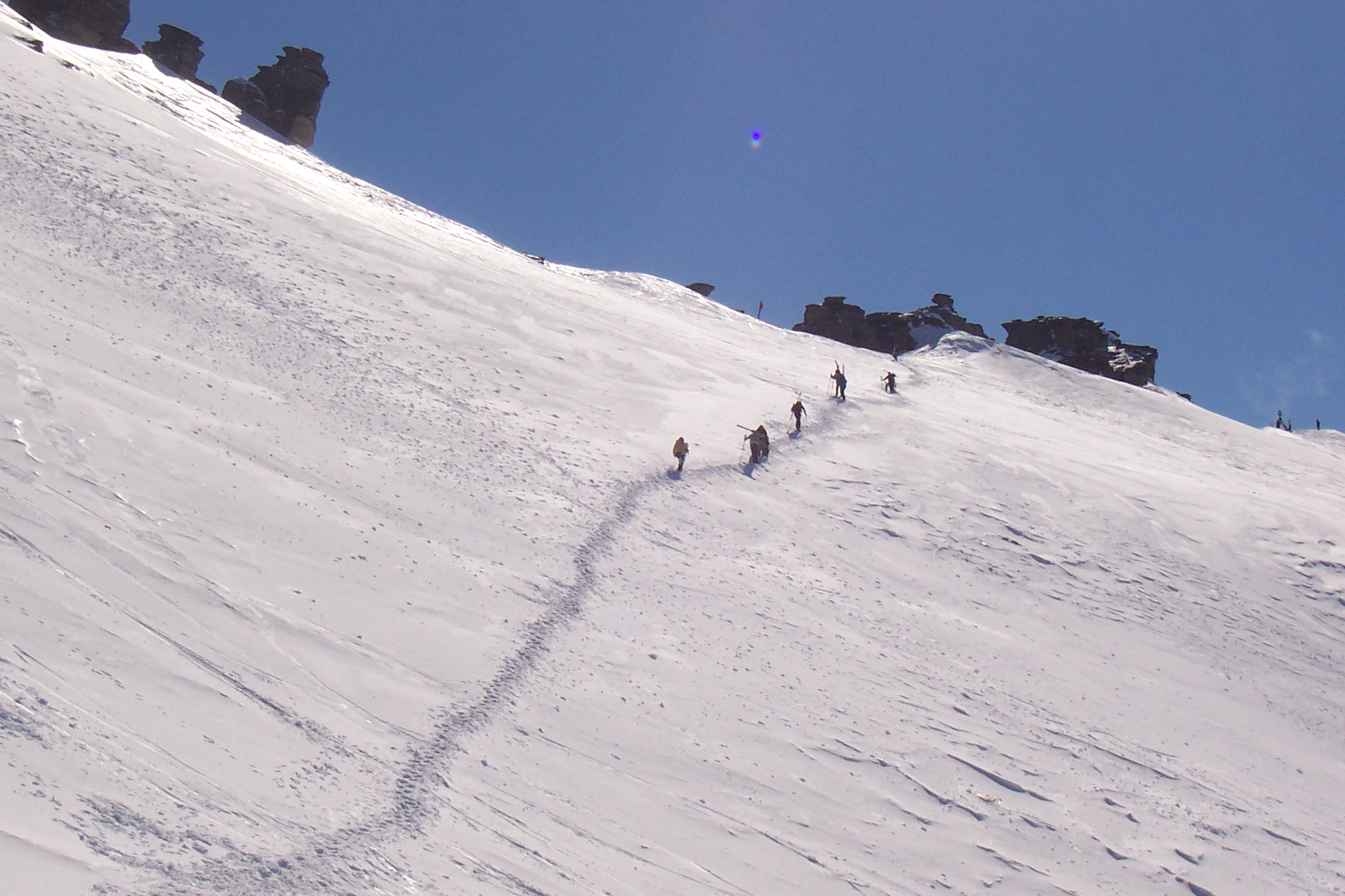
트레블 콘의 정상 등반

와나카의 윈터 스포츠는 뉴질랜드의 다른 관광지에 비해서도 종류가 많고 다양하다. 와나카 지역의 트레블 콘(Treble Cone), 카드로나 알파인 리조트(Cardrona Alpine Resort), 스노 파크(Snow Park), 스노팜(Snow Farm) 각 스키장은 뉴질랜드에서 가장 상업적으로 성공하고 있는 스키장이다. 와나카는 이 스키장에 왔다 스키어들의 숙박지로, 7월에서 9월 사이 가장 붐빈다.
트레블콘은 뉴질랜드 사람들에게 가장 인기 있는 스키장이다. 'ConeHeads'라는 열광적인 스키어가 많다. 상급자용 코스는 리프트로 쉽게 액세스할 수 있는 데다, 퀸스타운 와나카 지역에서 가장 눈 질이 좋은 것으로 알려져 있다. 특히 북서풍의 눈보라 뒤, 파우더 스키를 즐길 수 있다.
카드로나 알파인 리조트는 초보자 가족용 슬로프 구성이지만, 최근에는 난이도가 다른 하프 파이프 4개, 거대한 3회 연속 킥커, 초보자, 상급자 전용의 노턴 지브 등을 도입하여, 파크에서 노는 스노우보더의 열광적인 지지를 얻고 있다.
스노 파크는 100% 인공눈 파크 전용 스키장이며, 스노팜은 뉴질랜드 유일의 크로스 컨트리 스키장이다.

## 인구
| 연도  | 인구  | ±% p.a. |
| ----- | ----- | ------- |
| 1996  | 2,600 | —       |
| 2001  | 3,450 | +5.82%  |
| 2006  | 5,280 | +8.88%  |
| 2013  | 6,820 | +3.72%  |
| 2018  | 8,900 | +5.47%  |
| 출처: |       |         |

최근 와나카는 급성장을 이루고 있다. 2006년 통계에 의하면 와나카 지역 거주자는 7008명이며, 지난 5년간 약 33% 증가하였다. 차로 약 10분 거리에 하웨아, 앨버트 타운, 래그 게이트 마을의 인구 증가도 주목할 만하다. 와나카 지역의 65세 이상 인구 비율은 13.2%이며, 뉴질랜드 평균(12.3%)보다 높다. 인구의 52.4%는 학교 졸업 후 자격증을 보유하고 있으며, 이 값은 국내 평균보다 12.5% 높다.
와나카 지역의 인구 중 국내 평균보다 약 15% 높은 82.2%는 유럽인이라고 답변하고 있다. 실업률은 1.9%로 국내 평균 5.1%를 크게 밑돈다. 아이가 없는 부부의 비율은 국내 평균보다 높은 17.4%로, 아이가 있는 커플은 약 7% 낮은 10%이다.

## 정치
와나카는 와이타키 선거구의 일부이며, 현재, 국민당의 잔키 딘이 선출되었다.

## 교통
와나카 시내에서 차로 약 5분 거리에 와나카 공항이 있고, 뉴질랜드 항공이 1일 1 ~ 2 편을 크라이스트처치 국제공항까지 운항하고 있다.
와나카 6번 국도가 서해안과 크롬웰, 더니든을 연결한다. 또한 84번 국도는 와나카 카드로나 계곡, 크라운 레인지를 통해서, 퀸스타운까지 뻗어 있다.
인터시티는 서해안을 경유 프란츠 요셉 빙하를 가며, 크라이스트처치, 퀸스타운 행의 버스 노선이 각 하루 1편 있는 것 외에 와나카 코넥션에 의한 퀸스타운 행이 1일 36회 왕복을 하고, 더니든 행이 1일 1왕복을 한다.
이 밖에 아토믹 셔틀, 네이키드 버스도 각 방면으로 하루 12편을 운항하고 있어, 뉴질랜드의 시골 마을으로서는 공공 교통기관이 충실하다.